# Tour de Galice
Le Tour de Galice (en galicien : Volta a Galiza) est une course cycliste espagnole disputée en Galice. Créé en 1933, il a été organisé six fois jusqu'en 1955. Il est ensuite réapparu en 1984 et a été disputé annuellement jusqu'en 2000. Non disputé en 2001, il revient l'année suivante et est depuis uniquement disputé par des amateurs.
L'édition 2020 est annulée en raison du contexte sanitaire lié à la pandémie de Covid-19.

## Palmarès
| Année     | Vainqueur                | Deuxième                 | Troisième               |
| --------- | ------------------------ | ------------------------ | ----------------------- |
| 1933      | Salvador Cardona         | Eusebio Bastida          | Federico Ezquerra       |
| 1934      | Non disputé              | Non disputé              | Non disputé             |
| 1935      | Julián Berrendero        | Fermín Trueba            | Mariano Gascón          |
| 1936-1944 | Non disputé              | Non disputé              | Non disputé             |
| 1945      | Delio Rodríguez          | Emilio Rodríguez         | Julián Berrendero       |
| 1946      | Emilio Rodríguez         | Pastor Rodríguez         | Luis Sánchez Huergo     |
| 1947      | Emilio Rodríguez         | Manuel Rodríguez         | Delio Rodríguez         |
| 1948-1954 | Non disputé              | Non disputé              | Non disputé             |
| 1955      | Emilio Rodríguez         | Carmelo Morales          | René Marigil            |
| 1956-1983 | Non disputé              | Non disputé              | Non disputé             |
| 1984      | Vicente Belda            | José Recio               | Jokin Mujika            |
| 1985      | Jesús Blanco Villar      | Vicente Belda            | Reimund Dietzen         |
| 1986      | Non disputé              | Non disputé              | Non disputé             |
| 1987      | Jokin Mujika             | Iñaki Gastón             | Vicente Belda           |
| 1988      | Marino Lejarreta         | Álvaro Pino              | Miguel Indurain         |
| 1989      | Vicente Ridaura          | Federico Echave          | Iñaki Gastón            |
| 1990      | Federico Echave          | Laudelino Cubino         | Johan Bruyneel          |
| 1991      | Álvaro Mejía             | Piotr Ugrumov            | Fabian Fuchs            |
| 1992      | Fabian Jeker             | Federico Echave          | Oliverio Rincón         |
| 1993      | Andrew Hampsten          | Stefano Della Santa      | Álvaro Mejía            |
| 1994      | Laudelino Cubino         | Claudio Chiappucci       | Stefano Della Santa     |
| 1995      | Miguel Indurain          | Maarten den Bakker       | Manuel Fernández Ginés  |
| 1996      | Abraham Olano            | Andreï Tchmil            | Laurent Jalabert        |
| 1997      | Aitor Garmendia          | Gianluca Bortolami       | Armand de Las Cuevas    |
| 1998      | Frank Vandenbroucke      | Abraham Olano            | Marcos Serrano          |
| 1999      | Marcos Serrano           | Andrei Teteriouk         | Abraham Olano           |
| 2000      | Andrei Teteriouk         | David Etxebarria         | Juan Miguel Mercado     |
| 2001      | Non disputé              | Non disputé              | Non disputé             |
| 2002      | Fernando Torres          | Aitor Pérez Arrieta      | José Mario Box          |
| 2003      | José Adrián Bonilla      | José Ruiz Sánchez (es)   | Francisco Morales       |
| 2004      | Luis Fernández           | Jorge Nogaledo           | Sergio Domínguez        |
| 2005      | Manuel Jesús Jiménez     | Alberto Fernández Sainz  | Eder Salas              |
| 2006      | Óscar Laguna             | Gonzalo Rabuñal          | Alejandro Paleo (es)    |
| 2007      | Óscar Laguna             | Eduardo González Pascual | Carlos Oyarzún          |
| 2008      | Óscar García-Casarrubios | Vítor Carvalho           | Dmitri Puzanov          |
| 2009      | Enrique Salgueiro        | Carlos Oyarzún           | Gustavo Rodríguez       |
| 2010      | Raúl García de Mateos    | Sergi Escobar            | Rafael Rodríguez        |
| 2011      | José Belda               | Héctor González          | Moisés Dueñas           |
| 2012      | Luís Afonso              | David Francisco          | Miguel Gómez            |
| 2013      | Pedro Gregori            | Frederico Figueiredo     | José Antonio de Segovia |
| 2014      | Aitor González Prieto    | Joaquim Silva            | José Antonio de Segovia |
| 2015      | Aitor González Prieto    | Jorge Martín Montenegro  | Pedro Merino            |
| 2016      | Samuel Blanco            | Marcos Jurado            | Pedro Gregori           |
| 2017      | Martín Lestido           | David González López     | Willie Smit             |
| 2018      | Sergio Vega              | Martín Lestido           | Iván Martínez           |
| 2019      | Martí Márquez            | Alejandro Ropero         | Raúl García de Mateos   |
| 2020      | annulé                   | annulé                   | annulé                  |
| 2021      | Álex Martín              | Patrick Videira          | Fernando Tercero        |
| 2022      | Fernando Tercero         | Edgar Cadena             | Saúl Burgos             |
| 2023      | Martín Rey               | Samuel Fernández         | Edgar Cadena            |
| 2024      | José Luis Faura          | Lucas Lopes              | Pablo García            |